# Uusimaa
Uusimaa (finlandeză Uudenmaan  maakunta, suedeză Nylands landskap) este una dintre cele 20 regiuni ale Finlandei. Capitala sa este orașul Helsinki.

## Comune
Uusimaa are în componență 24 comune:
| - Helsinki - Vantaa - Espoo - Kauniainen - Hyvinkää - Järvenpää - Kerava - Kirkkonummi | - Mäntsälä - Nurmijärvi - Pornainen - Siuntio - Tuusula - Karjalohja - Karkkila - Lohja | - Nummi-Pusula - Sammatti - Vihti - Ekenäs - Hanko - Ingå - Karis - Pohja |

1. ↑   (PDF) https://www.maanmittauslaitos.fi/sites/maanmittauslaitos.fi/files/attachments/2021/01/Vuoden_2021_pinta-alatilasto_kunnat_maakunnat.pdf Lipsește sau este vid: |title= (ajutor)